# 英邁戰爭

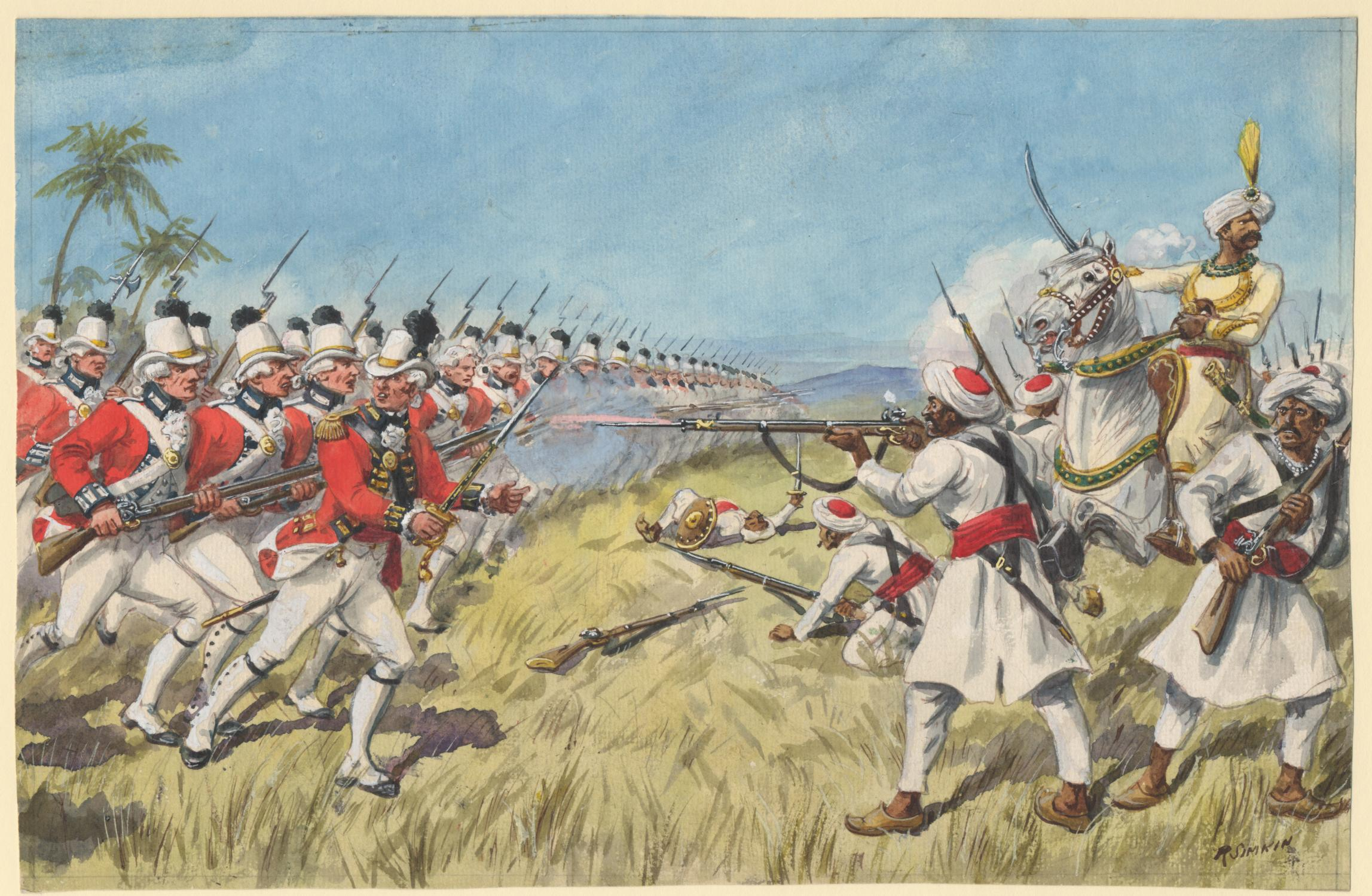
第二次英邁戰爭

英邁戰爭（英國-邁索爾王國）（The Anglo-Mysore Wars）是18世紀最後三十年期間，以邁索爾王國為一方與英國東印度公司所聯合的馬拉塔帝國、特拉凡哥爾王國和海得拉巴土王國以及尼扎姆王國為另一方的戰爭。這場戰爭的結果，邁索爾王國遭到肢解，掌握邁索爾王國實權的首席大臣蒂普蘇丹被殺，英國東印度公司控制了印度次大陸大部分地區。

## 四場戰爭

### 第一次英邁戰爭（1767年-1769年）
在第一次英邁戰爭中，掌握邁索爾王國實權的大臣海德爾·阿里取得了戰場優勢，幾乎占領了馬德拉斯，爲此英國游説了尼扎姆·阿里汗·阿薩夫·賈赫二世配合英國一起攻擊邁索爾王國，尼扎姆王國在1768年2月與英國人簽署了一份新條約，雖然邁索爾王國的海德爾·阿里不得不面臨來自西面孟買的英軍和來自東北方面的馬德拉斯以及來自尼扎姆王國方面的三面進攻。但邁索爾王國在馬德拉斯戰事順利，以至於马德拉斯王國不得不提出和談要求，最終1769年4月4日英國東印度公司與邁索爾王國的海德爾·阿里簽署了《馬德拉斯條約》。

### 第二次英邁戰爭（1780年–1784年）
第二次英邁戰爭期間，雙方交戰格外激烈。1780年9月海德爾·阿里之子蒂普蘇丹在波利鲁爾戰役擊敗威廉·貝利，1782年2月蒂普蘇丹又在貢伯戈訥姆擊敗約翰·布萊斯威特，這兩個英軍軍官都成爲戰俘并被押送到斯赫里朗格阿帕特塔納。英軍方面，英軍將領艾爾·庫特在諾沃波特戰役以及後來的Arni戰役中擊敗了海德爾·阿里，海德爾·阿里陣亡。蒂普蘇丹接替了父親的位置，繼續與英軍作戰。最後，雙方於1787年3月11日簽署了曼加洛爾條約，第二次英邁戰爭結束。

### 第三次英邁戰爭（1790年–1792年）
在第三次英邁戰爭中，蒂普蘇丹與法國結盟，並於1789年進攻了作爲英國的盟友特拉凡哥爾王國，英軍由當時的印度總督，曾經在美國獨立戰爭期間與北美大陸軍作戰的查爾斯·康沃利斯將軍指揮，在這場第三次戰爭中，經過1792年的第一次塞林卡帕坦圍困戰之後，邁索爾王國被迫與英軍簽署了城下之盟的《塞林卡帕坦條約》，條約規定邁索爾王國必須將其領土的一半割讓給英國東印度公司以及盟友。

### 第四次英邁戰爭（1798年–1799年）
第四次英邁戰爭之前，邁索爾王國與法國的結盟被英國東印度公司視爲芒刺在背，而此時的雙方軍力對比已經有利於英國方面，邁索爾王國方面擁有兵力為35,000人，而英國陣營方面的兵力達到60,000多人。在第四次次戰爭中尼扎姆王國、馬拉塔帝國與英軍配合進攻邁索爾王國。英軍在第二次塞林卡帕坦圍困戰取得了決定性勝利，邁索爾王國的實權大臣蒂普蘇丹被俘並被處決。邁索爾王國的大部分領土被英國東印度公司、尼扎姆王國、馬拉塔帝國瓜分。

## 歷史影響
除了英邁戰爭之外，英國通過在此之前的1757年英國與作爲莫臥兒帝國一部分孟加拉的普拉西戰爭、1764年與莫臥兒帝國的布克薩爾戰爭、馬拉塔戰爭以及19世紀的锡克战争等一系列對印度次大陸各邦的戰爭，鞏固了英國對印度次大陸的統治，形成了英國在遠東地區的最大殖民地英屬印度。
在第四次英邁戰爭之後，邁索爾王國剩餘的領土在瓦迪雅爾二世的妻子拉克什米·阿瑪尼·德維的攝政之下，克里希納拉賈·瓦迪雅爾三世（拉克什米·阿瑪尼·德維的孫子）恢復了瓦迪雅爾王朝對邁索爾王國的統治。瓦迪雅爾王朝統治直到1947年，印度獨立之後邁索爾王國作爲一個邦加入到了印度聯邦。

## 戰爭前後邁索爾王國領土的變遷

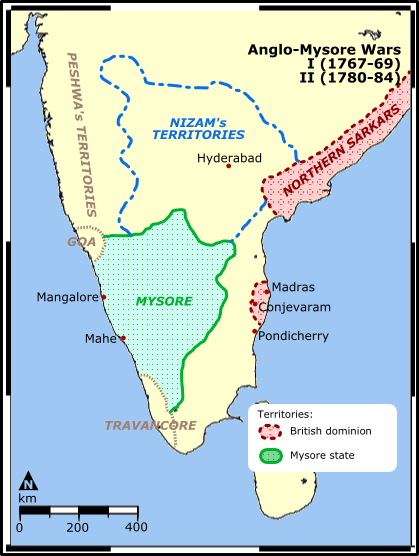
第一次和第二次英邁戰爭.
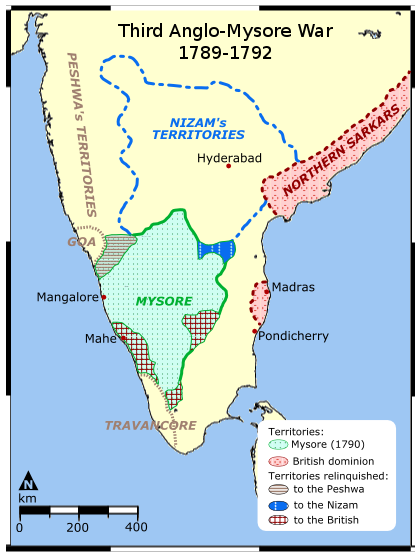
第三次英邁戰爭
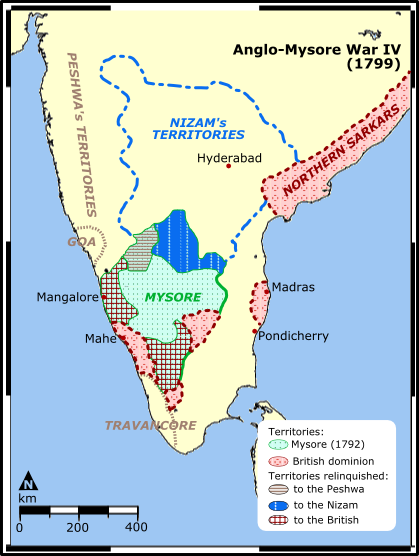
第四次英邁戰爭